# Последний из Магикян
«После́дний из Магикя́н» — российский комедийный телесериал (ситком) производства компаний Yellow, Black and White и «Небо».
Слоганы телесериала: «Комедия с акцентом» (первый сезон); «Высокое напряжение» (второй—третий сезоны); «Всё хорошо, даже когда кажется, что плохо!» (четвёртый—пятый сезоны).
Показ проходил с 16 сентября 2013 года по 7 октября 2015 года на телеканале «СТС».

## Сюжет
Сериал рассказывает о взаимоотношениях в русско-армянской семье. Главный герой — 49-летний Карен Магикян — женат на русской женщине. У него есть три дочери. У этого названия есть некий смысл: Карен — «Последний из Магикян» (аллюзия на роман Фенимора Купера «Последний из могикан»), потому что он — представитель исчезающего вида людей, которые никогда не пользовались айфонами, скайпом и т. д.

## В ролях
- Грант Тохатян — Карен Георгиевич Магикян; владелец СТО (станции технического обслуживания) (первый—пятый сезоны)
- Анна Ардова — Наталья Васильевна Магикян, жена Карена; стоматолог в городской поликлинике (первый—пятый сезоны)
- Элен Касьяник — Маринэ Кареновна Щербакова (до 28 серии — Магикян), старшая дочь Карена и Натальи Магикян, жена Егора; выпускница факультета экономики; работник строительной компании (первый—пятый сезоны)
- Алина Гринберг — Виктория Кареновна Магикян, средняя дочь Карена и Натальи Магикян (первый—пятый сезоны)
- Луиза-Габриэла Бровина — Ануш Кареновна Магикян, младшая дочь Карена и Натальи Магикян (первый—пятый сезоны)
- ? — Давид Каренович Магикян, сын Карена и Натальи Магикян, самый младший ребёнок в семье (четвёртый—пятый сезоны)
- Андрей Бурковский — Егор Николаевич Щербаков, с 28-й серии — муж Маринэ. Владеет фирмой, которая занимается арбитражем Интернет-трафика. С 34 по сороковую серии — автослесарь в СТО у Карена Магикяна (первый—пятый сезоны)
- Александр Феклистов — Николай Арсеньевич Щербаков, отец Егора; архитектор. С 66 по 79 серии — любовник Анны Макаровой (первый—пятый сезоны)
- Наталия Вдовина — Анастасия Павловна Щербакова, мать Егора; телеведущая кулинарного шоу (первый—пятый сезоны)
- Ирина Алфёрова — Людмила Сергеевна, мать Наташи, тёща Карена (четвёртый сезон)
- Темико Чичинадзе — Давид Ревазович Сахелашвили, с восьмидесятой серии — муж Елены, грузин, лучший друг Карена; владелец ресторана (первый—пятый сезоны)
- Наталия Курдюбова — Елена Николаевна Воронцова («Птица»), подруга Наташи, гинеколог, с восьмидесятой серии — жена Давида (первый—пятый сезоны)
- Ксения Непотребная — Анна Викторовна Макарова, секретарь компании «АрмГрузРусСтрой». С 66 по 79 серии — любовница Николая Арсеньевича (четвёртый—пятый сезоны)
- Грета Галстян — Маринэ Ашотовна Магикян, мама Карена  (первый—третий сезоны)
- Назар Заднепровский — Назар, автослесарь, работающий у Карена Магикяна (первый—пятый сезоны)
- Баймурат Аллабердиев — Баймурат Кужугетович Джураев, автослесарь, работающий у Карена Магикяна (первый—пятый сезоны)

### Приглашённые знаменитости
- Игорь Верник (3)
- Сосо Павлиашвили (18)
- Александр Маршал (51)

## Список сезонов
| Сезон | Сезон | Серии | Период трансляции            |
| ----- | ----- | ----- | ---------------------------- |
|       | 1     | 12    | 16 сентября — 3 октября 2013 |
|       | 2     | 16    | 7 — 24 апреля 2014           |
|       | 3     | 12    | 24 ноября — 10 декабря 2014  |
|       | 4     | 20    | 2 — 19 марта 2015            |
|       | 5     | 20    | 7 сентября — 7 октября 2015  |

## Список эпизодов

### Сезон 1 (2013 г.)
| № серии | Премьера   | Описание серии |
| ------- | ---------- | --- |
| 1       | 16.09.2013 | Карену Магикяну 49 лет, он хороший семьянин и у него есть три дочки. У него свои взгляды на жизнь и свои правила, которых он придерживается. |
| 2       | 17.09.2013 | Узнав о «беременности» Маринэ, Карен решает срочно выдать дочь замуж. |
| 3       | 18.09.2013 | Карен приглашает жену и дочерей на «примирительный обед» в ресторан. |
| 4       | 19.09.2013 | Чувствуя свою вину перед Маринэ, Карен делает несколько попыток встретиться и поговорить с Егором. |
| 5       | 23.09.2013 | Карен приглашает жену в картинную галерею, чтобы она приобщалась к прекрасному. Глядя на одну из картин, на которой изображена семья, Наташа растрогалась до слёз. Карен решает сделать ей сюрприз. |
| 6       | 24.09.2013 | Карен сообщает жене, что к ним должны приехать сегодня дальние родственники из Еревана. Все необходимые приготовления к предстоящему обеду он поручает ей и дочерям. По дороге в аэропорт у него ломается машина, и встречать гостей едет Егор. Не зная родственников в лицо, он привозит в дом незнакомых людей. |
| 7       | 25.09.2013 | Карену кажется, что постепенно Егор занимает его место главы семьи: тот делает всё вместо него. |
| 8       | 26.09.2013 | Наташа встала на очередь на новую жилплощадь, но чтобы её получить, она должна развестись с Кареном. |
| 9       | 30.09.2013 | Наташе надоело добираться до дома на такси, и Карен решил сделать ей подарок — машину. |
| 10      | 01.10.2013 | У четы Магикян 25 лет со дня первого свидания, и Карен хочет устроить праздник. |
| 11      | 02.10.2013 | Карен узнаёт, что даже его мама умеет пользоваться скайпом. Он просит Егора о помощи. |
| 12      | 03.10.2013 | Егор сделал предложение Маринэ, но она испугалась и попросила своего отца, чтобы он отказал ему. Карен хочет, чтобы у Наташи родился мальчик, и делает для этого много добрых дел. |

### Сезон 2 (2014 г.)
| № серии | Премьера   | Описание серии |
| ------- | ---------- | --- |
| 1 (13)  | 07.04.2014 | Егор знакомит Маринэ со своими родителями, а позже и Карен с Наташей знакомятся с ними. |
| 2 (14)  | 07.04.2014 | Щербаковы устраивают вечеринку, куда Егор отправляется с Маринэ. Карен пытается всеми правдами и неправдами выяснить, кто родится у Наташи, задействуя для этого даже Давида. |
| 3 (15)  | 08.04.2014 | Маринэ стыдно за свой поступок перед семьёй Егора, и она хочет извиниться. Вместо неё это пытаются сделать Карен и Наташа. |
| 4 (16)  | 08.04.2014 | Маринэ и Егор отправляются в ЗАГС, чтобы подать заявление, но ссорятся из-за фамилии. В это время Карен и Давид хозяйничают в огромной квартире Щербаковых. |
| 5 (17)  | 09.04.2014 | Карен принимает к себе на работу Маринэ для прохождения практики. Через некоторое время он её увольняет из-за того, что та стала наводить на его СТО свои порядки, а Егор принимает к себе.                                                                                      |
| 6 (18)  | 09.04.2014 | Карен пытается придумать подарок на день рождения Давида. Он спрашивает советы у дочек, но предлагаемые ими варианты ему не нравятся. И по нечаянному совету Маринэ он решает написать для друга песню.                                                                          |
| 7 (19)  | 10.04.2014 | Маринэ днями и ночами готовится к выпускному экзамену по экономике. Звонит мама Карена, и трубку берёт Ануш. Оказывается, она не знает армянского. Карен хочет позаниматься родным языком со своими младшими дочками.                                                            |
| 8 (20)  | 10.04.2014 | Маринэ не хочет слышать ни о каком девичнике: она слишком устала после экзаменов и мечтает о том, чтобы выспаться. Вика с Ануш решают устроить сестре сюрприз. У Егора мальчишник, подготовленный Кареном и Давидом.                                                             |
| 9 (21)  | 14.04.2014 | Егор везёт семью Маринэ к родителям на дачу. Карен и Егор устраивают гонки; Наташа и Ануш едут с Кареном, все остальные — с Егором. Ануш решила пересесть в машину Егора, но ей захотелось в туалет. Тем временем Егор уезжает вместе с Викой и Маринэ.                          |
| 10 (22) | 15.04.2014 | Семья Магикян на даче у Щербаковых. Карен пытается прокатиться на лошади и ссорится с Николаем, а Маринэ — с Егором. |
| 11 (23) | 16.04.2014 | Умершие родственники уговаривают Карена пойти навстречу Николаю. Карен сначала отправляется с ним на пробежку, потом помогает покрасить забор, однако у него ничего не получается. Наташа и Анастасия Павловна устраивают кулинарный поединок, соревнуясь в приготовлении блюда. |
| 12 (24) | 17.04.2014 | Карен не отстаёт от отца Егора: он рано встаёт, рубит дрова и носит воду. |
| 13 (25) | 21.04.2014 | Карен привозит на дачу к Щербаковым бывшую невесту Егора, Юлю, ничего не зная про неё. |
| 14 (26) | 22.04.2014 | Маринэ примеряет своё новое свадебное платье, которое никому не даёт померить. Но Вика с Ануш всё-таки до него добрались. |
| 15 (27) | 23.04.2014 | Наташа очень сильно хочет шашлык, и именно Карену придётся убивать барана. |
| 16 (28) | 24.04.2014 | Свадьба Маринэ и Егора под угрозой. Вика с Ануш испортили свадебный торт. |

### Сезон 3 (2014 г.)
| № серии | Премьера   | Описание серии |
| ------- | ---------- | --- |
| 1 (29)  | 24.11.2014 | Молодожёны Егор и Маринэ возвращаются из свадебного путешествия и переезжают в свою новую квартиру. Карен хочет сделать им необычный подарок.                                                                    |
| 2 (30)  | 24.11.2014 | Егор уживается с отцом Маринэ, который требует соблюдать в своём доме несколько правил. Сам Карен хочет подарить младшим дочерям новый планшет.                                                                  |
| 3 (31)  | 25.11.2014 | Наташа берёт декретный отпуск, но, боясь потерять своё рабочее место, в тайне от Карена выходит на работу. |
| 4 (32)  | 26.11.2014 | Настало время Карену выбрать имя своему будущему сыну. Он ссорится с Давидом. А Егор поссорился с Маринэ из-за того, что нашёл дома ничейные мужские трусы.                                                      |
| 5 (33)  | 27.11.2014 | Егор поспорил с Кареном, что за пару недель найдёт себе новую работу, а тот с ним — на то, что продаст свою машину за тот же срок…                                                                               |
| 6 (34)  | 01.12.2014 | В первый рабочий день на СТО Егору приходится быть переводчиком для иностранного клиента. Маринэ во время уборки случайно разбивает семейную реликвию отца, и теперь её срочно нужно восстановить.               |
| 7 (35)  | 02.12.2014 | Карен отправляется на встречу одноклассников, где будет его старинный соперник. Из-за этого он вынужден стать хозяином ресторана Давида на один вечер. У Егора проблемы с клиентом.                              |
| 8 (36)  | 03.12.2014 | Карен узнаёт, что он может быть армянским князем. Егор начинает каждый день возвращаться с работы в нетрезвом состоянии. Давида бросает беременная невеста.                                                      |
| 9 (37)  | 04.12.2014 | Карен помогает выйти из глубокой депрессии Давиду, которого хочет попросить стать тамадой на свадьбе друга. |
| 10 (38) | 08.12.2014 | Карен боится присутствовать на родах у Наташи. Он пытается побороть свой страх. Егор спешит на свою съёмную квартиру, так как должна прийти её хозяйка.                                                          |
| 11 (39) | 09.12.2014 | Семья Магикян и Щербаковых отправляется на природу праздновать день рождения мамы Егора, Анастасии Павловны. Николай Арсеньевич хочет очень серьёзно поговорить с сыном. На природе у Наташи начинаются схватки. |
| 12 (40) | 10.12.2014 | Наташа вынуждена рожать не в Москве. Карен и Давид едут в город за акушером. |

### Сезон 4 (2015 г.)
| № серии | Премьера   | Описание серии |
| ------- | ---------- | --- |
| 1 (41)  | 02.03.2015 | У Магикяна родился сын. Радости его нет предела. В гости к семье Карена приезжает мама Наташи, Людмила Сергеевна. |
| 2 (42)  | 02.03.2015 | Карен пытается свести тёщу с ума, чтобы она уехала домой, но это лишь усугубляет ситуацию. Маринэ вся в домашних заботах, ведь к ней в гости должна прийти бабушка. Родители Егора поссорились из-за недоразумения.                                                                              |
| 3 (43)  | 03.03.2015 | Карен хочет найти Людмиле Сергеевне мужчину, чтобы переключить её внимание. Маринэ забирает на день младшего брата, чтобы приучить Егора к детям. |
| 4 (44)  | 03.03.2015 | Карен обижен тем, что в парке его назвали «дедушкой». Из-за этого он вместе с Давидом идёт в фитнес-клуб, откуда попадает в больницу. Егору срочно нужно что-то придумать, чтобы не идти служить в армию. По совету Давида он решает завести ребёнка.                                            |
| 5 (45)  | 04.03.2015 | Карен хочет купить для своей большой семьи загородный дом, не посоветовавшись с женой. Маринэ не хочет прощать Егора. Давид скрывает свои отношения с Леной. |
| 6 (46)  | 04.03.2015 | Карен воюет с соседками, которые облили грязью его машину, а также оскорбляют его семью. Людмила Сергеевна помогает ему. Давид хочет подарить Лене серьги, но та, неправильно всё поняв, решает, что он хочет сделать ей предложение.                                                            |
| 7 (47)  | 05.03.2015 | Маринэ записывается к семейному психологу, так как постоянно ссорится с Егором по пустякам. Карен, Давид и Николай Арсеньевич становятся партнёрами по финансовым обязательствам. |
| 8 (48)  | 05.03.2015 | Карен и Наташа, пройдя тест в журнале, понимают, что очень мало знают друг про друга и вместе идут в ресторан. Егор с Маринэ, наоборот, знают друг о друге всё. Егор должен сделать жене сюрприз, чтобы удивить её.                                                                              |
| 9 (49)  | 10.03.2015 | Мама Наташи хочет уехать в Ульяновск на юбилей своей подруги. Карен так обрадовался, что сразу занялся покупкой билетов. Назло ему тёща придумывает историю, чтобы задержаться. У Егора проблемы с потенцией; из-за этого Маринэ думает, что он завёл любовницу, и начинает ревновать.           |
| 10 (50) | 10.03.2015 | Карен хочет доказать, что кавказская модель ведения бизнеса очень успешна. Для этого он снимает солидный офис, приглашает туда клиента, и сначала всё выглядит очень достойно. Давид ошибочно думает, что Лена беременна.                                                                        |
| 11 (51) | 11.03.2015 | Чтобы оправдать высокую цену на строящиеся дома, Карен решает использовать имя известного певца — Александра Маршала. Егор берёт у мамы кулинарные уроки, чтобы сделать жене сюрприз. Но Маринэ, неправильно всё поняв, решает, что он влип в криминал.                                          |
| 12 (52) | 11.03.2015 | Компания «АрмГрузРусСтрой» идёт в боулинг. Туда же приходит и секретарша Карена. Наташа, Маринэ, Лена и Анастасия Павловна начинают ревновать своих мужчин. |
| 13 (53) | 12.03.2015 | К Карену приезжает дальняя родственница. Егор узнаёт от цыганки, что все ссоры в его семье из-за того, что кто-то был против их с Маринэ свадьбы. Он понимает, что это его бывшая невеста Юля, и встречается с ней. Та, решив отомстить Егору, идёт на подлость и целует его на глазах у Маринэ. |
| 14 (54) | 12.03.2015 | Егор и Маринэ не знают, как рассказать своим родителям о разводе. Наташа, неправильно поняв дочь, решает, что та беременна, и собирает всю семью в ресторане Давида. |
| 15 (55) | 16.03.2015 | Родители пытаются помирить Маринэ и Егора. |
| 16 (56) | 16.03.2015 | Компания «АрмГрузРусСтрой» на грани краха из-за заносчивости Карена. Давид решает найти человека, очень похожего на Карена, для спасения общего дела. Маринэ решает встретиться с Юлей и очень серьёзно поговорить.                                                                              |
| 17 (57) | 17.03.2015 | Карен решил, что Вика употребляет наркотики. Давид случайно высыпает предполагаемый наркотик в чай. Выясняется, что это не наркотик, а силикагель. Егор и Маринэ очень тяжело переживают свой предстоящий развод.                                                                                |
| 18 (58) | 17.03.2015 | «АрмГрузРусСтрой» проводит тендер для выбора подрядчика со стороны или Карена, или Николая Арсеньевича. Но оба кандидата начинают мухлевать, и тогда в тендер вмешивается Давид. Маринэ возвращается к Егору.                                                                                    |
| 19 (59) | 18.03.2015 | Егор и Маринэ скрывают свои вновь вспыхнувшие отношения. Из-за этого Егору приходится изображать, что он нашёл себе новую девушку. Карен хочет найти для Маринэ жениха. Николай Арсеньевич ссорится со сватом.                                                                                   |
| 20 (60) | 19.03.2015 | Ради бизнеса Давид срочно должен помирить Карена и Николая Арсеньевича. Он приглашает директора фирмы в гости к Карену. Маринэ и Егор рассказывают родителям, что помирились. Карен мирится со сватом и зятем.                                                                                   |

### Сезон 5 (2015 г.)
| № серии | Премьера   | Описание серии |
| ------- | ---------- | --- |
| 1 (61)  | 07.09.2015 | Карен узнаёт, что у Вики появился новый парень, и приглашает его в гости. Маринэ очень хочет забеременеть. Николая Арсеньевича на время отстраняют от работы. Карену приходится уйти из дома из-за своего жуткого характера. |
| 2 (62)  | 07.09.2015 | Николай Арсеньевич впадает в «алкогольную депрессию». Вика придумывает хитроумный план, чтобы отправиться к своим друзьям с ночёвкой, а Карен переезжает жить к Давиду. |
| 3 (63)  | 08.09.2015 | Давид и Лена вынуждены уживаться в одной квартире с Кареном. По совету Карена Лена садится на строжайшую диету. |
| 4 (64)  | 09.09.2015 | Карен очень хочет вернуться домой и придумывает для этого хитрый план, который, к сожалению, увенчивается провалом. Егор и Маринэ отправляются вместе с Давидиком в торговый центр, где Егор влипает в неприятную ситуацию. |
| 5 (65)  | 10.09.2015 | Маринэ уже полгода пытается забеременеть, но не получается. Она начинает склоняться к тому, что у неё проблемы со здоровьем, и решает обратиться к доктору, к чему Егор относится скептически. А в это время Карен пытается снять себе квартиру.                                                                                   |
| 6 (66)  | 14.09.2015 | Егор стал очень раздражительным. Карен живёт в служебной квартире вместе со своей секретаршей Аней, что очень волнует Маринэ. Она решает забрать отца к себе. |
| 7 (67)  | 15.09.2015 | Карену приходится жить по правилам Егора. Николай Арсеньевич купил Ане новое платье, которое случайно примеряет Анастасия Павловна. Спустя некоторое время она заявляет, что расстаётся с мужем, так как тот изменяет ей с Аней.                                                                                                   |
| 8 (68)  | 16.09.2015 | Наташа устраивает мужу «испытательный срок». Карен разрешает Вике устроить дома вечеринку. Николай Арсеньевич никак не может забыть о своей жене. |
| 9 (69)  | 17.09.2015 | Карен возмущён тем фактом, что теперь его сват встречается с Аней, и решает её уволить. Давиду приходится схитрить. Анастасия Павловна отдаёт вещи Николая Арсеньевича бомжу, но выясняется, что тот оставил в кармане банковскую карту.                                                                                           |
| 10 (70) | 21.09.2015 | Новым репетитором Ануш по русскому языку становится её учительница, которая положила глаз на Карена. Чем это закончится? Егор встречает свою одноклассницу, в которую он был влюблён шесть лет назад, у которой есть пятилетний сын и которая утверждает, что отец её ребёнка — моряк. Егору приходится сделать тест на отцовство. |
| 11 (71) | 22.09.2015 | Аня начинает готовить Николаю Арсеньевичу по кулинарному блогу, который ведёт Анастасия Павловна. Егору приходится схитрить, чтобы записать тестя на приём к психиатру, из-за чего у Карена и Давида возникают ложные подозрения.                                                                                                  |
| 12 (72) | 23.09.2015 | Карен советует Давиду продать ресторан и решает самостоятельно обратиться за помощью к психиатру. |
| 13 (73) | 24.09.2015 | Егор с Маринэ планируют на выходные поездку в Минск. Карен едет с ними. Давиду поручено перепарковать автомобиль Карена. |
| 14 (74) | 28.09.2015 | Из-за Егора Карен попадает в больницу. В больнице он решает схитрить, чтобы сблизиться с Наташей. Аня недовольна тем, что Николай Арсеньевич очень много времени проводит вместе с Давидом. |
| 15 (75) | 29.09.2015 | Карен случайно находит «клад». В это время Егор и Маринэ ухаживают за пожилой соседкой. |
| 16 (76) | 30.09.2015 | Карен решает наладить отношения с Наташей и устраивает «День семьи». Тем временем у Давида и Николая Арсеньевича возникает крупный конфликт с жителями деревни. |
| 17 (77) | 01.10.2015 | Карен решает принять участие в съёмке видеоклипа. Он обращается за помощью к Егору. Лена и Наташа очень обеспокоены судьбой Анастасии Павловны, ведь она решает подать заявление на развод. |
| 18 (78) | 05.10.2015 | Семья Магикян участвует в летней спартакиаде. Давид собирается во второй раз сделать Лене предложение, но хочет это сделать неожиданно и романтично. |
| 19 (79) | 06.10.2015 | Карен очень недоволен тем, что Николай Арсеньевич до сих пор встречается с Аней. Этому приходит конец, когда тот знакомится с её отцом. Карен готовит сюрприз для своей семьи. |
| 20 (80) | 07.10.2015 | Маринэ наконец узнаёт о своей беременности. Николай Арсеньевич очень хочет помириться с женой. У Давида проходит свадьба. Карен дарит семье загородный дом. |

## Музыка
- Сосо Павлиашвили — Песня к титрам
- Сосо Павлиашвили — Я твои целую руки (сокращённый вариант припева)
- La donna è mobile
- Кармен
- Спартак

## Съёмки
- На роль Карена Магикяна пробовалось множество актёров. Вот что вспоминает о кастинге на эту роль генеральный продюсер и автор идеи сериала Вячеслав Муругов:

«В Москве актёра не нашли — пришлось искать в Ереване. Грант — известнейший в Армении человек, заслуженный артист!»— 
- В квартире Магикянов на стенах висят несколько старинных кинжалов. По задумке, они должны были быть армянские, но оказалось, что на самом деле один из них грузинский, другой — узбекский, а третий — не декоративный, а настоящий. Это небольшое несовпадение заметил Грант Тохатян, но сказал об этом художникам по реквизиту только через пару недель после начала съёмок, поэтому на настоящие армянские кинжалы менять уже не стали[2].

## Критика
Сущность межнациональных отношений (а это основной предмет ситкома) в сериале раскрыта слабо. Авторы, боясь задеть чьи-либо национальные чувства, предпочли актуальности политкорректность:

«Замахнувшись на актуальную комедию о жизни интернациональной семьи в многонациональном мегаполисе, создатели комедии сами испугались того, что их попытка посмеяться над ксенофобскими предрассудками общества будет неправильно понята, и решили дрейфовать в сторону бытового юмора. В результате получаются «Папины дочки» с акцентом».— 